# ISO 3166-2:MV
ISO 3166-2:MV is een ISO-standaard met betrekking tot de zogenaamde geocodes. Het is een subset van de ISO 3166-2 tabel, die specifiek betrekking heeft op de Maldiven.
De gegevens werden tot op 26 november 2018 geüpdatet op het ISO Online Browsing Platform (OBP). Hier worden 19 administratieve atollen - administrative atoll (en) / atoll administratif (fr) / atholhu (dv) – en 2 steden - city (en) / ville (fr) - gedefinieerd.
Volgens de eerste set, ISO 3166-1, staat MV voor de Maldiven; het tweede gedeelte is MLE (hoofdstad), een tweeletterige (provincie) of tweecijferige code.

## Codes
| Code   | Maledivisch                 | Engels               | Lokale variante | Categorie            |
| ------ | --------------------------- | -------------------- | --------------- | -------------------- |
| MV-01  | Addu                        | Addu City            | Seenu           | stad                 |
| MV-00  | Ariatholhu Dhekunuburi      | South Ari Atoll      | Alifu Dhaalu    | administratieve atol |
| MV-02  | Ariatholhu Uthuruburi       | North Ari Atoll      | Alifu Alifu     | administratieve atol |
| MV-03  | Faadhippolhu                | Faadhippolhu         | Lhaviyani       | administratieve atol |
| MV-04  | Felidheatholhu              | Felidhu Atoll        | Vaavu           | administratieve atol |
| MV-29  | Fuvammulah                  | Fuvammulah           | Gnaviyani       | administratieve atol |
| MV-05  | Hahdhunmathi                | Hahdhunmathi         | Laamu           | administratieve atol |
| MV-28  | Huvadhuatholhu Dhekunuburi  | South Huvadhu Atoll  | Gaafu Dhaalu    | administratieve atol |
| MV-27  | Huvadhuatholhu Uthuruburi   | North Huvadhu Atoll  | Gaafu Alifu     | administratieve atol |
| MV-08  | Kolhumadulu                 | Kolhumadulu          | Thaa            | administratieve atol |
| MV-MLE | Maale                       | Male                 |                 | stad                 |
| MV-26  | Maaleatholhu                | Male Atoll           | Kaafu           | administratieve atol |
| MV-20  | Maalhosmadulu Dhekunuburi   | South Maalhosmadulu  | Baa             | administratieve atol |
| MV-13  | Maalhosmadulu Uthuruburi    | North Maalhosmadulu  | Raa             | administratieve atol |
| MV-25  | Miladhunmadulu Dhekunuburi  | South Miladhunmadulu | Noonu           | administratieve atol |
| MV-24  | Miladhunmadulu Uthuruburi   | North Miladhunmadulu | Shaviyani       | administratieve atol |
| MV-12  | Mulakatholhu                | Mulaku Atoll         | Meemu           | administratieve atol |
| MV-17  | Nilandheatholhu Dhekunuburi | South Nilandhe Atoll | Dhaalu          | administratieve atol |
| MV-14  | Nilandheatholhu Uthuruburi  | North Nilandhe Atoll | Faafu           | administratieve atol |
| MV-23  | Thiladhunmathee Dhekunuburi | South Thiladhunmathi | Haa Dhaalu      | administratieve atol |
| MV-07  | Thiladhunmathee Uthuruburi  | North Thiladhunmathi | Haa Alifu       | administratieve atol |